# Fuad Gazibegović
Fuad Gazibegović, slovenski nogometaš, * 27. oktober 1982, Ljubljana.
Gazibegović je nekdanji profesionalni nogometaš, ki je igral na položaju vezista ali branilca. V svoji karieri je igral za slovenske klube Slovan, Dravograd, Zarica Kranj, Livar, Krško in Ilirija, bosansko-hercegovsko Zvijezdo Gradačac, avstrijski Hermagor in islandski Keflavík. Skupno je v prvi slovenski ligi odigral 29 tekem.